# Tomáš Jungvirt
Tomáš Jungvirt (německy Tomas Jungvirt, * Praha) je německý umělecký fotograf, malíř, sochař a architekt českého původu.

## Životopis
Tomáš Jungvirt vystudoval Střední uměleckoprůmyslovou školu v Praze a v roce 1980 emigroval do Německa. Kromě tvorby vlastních děl se věnoval i restaurování celých objektů (hradů, kostelů), jejich fotodokumentaci a navrhování vzhledu vnějších městských budov i celých čtvrtí. Německá vláda zakoupila do své sbírky i některá jeho díla.
Česká televize  o něm v roce 2006 natočila dokument Tři domovy, odkazující na jeho pobyt v České republice, německém Karlsruhe a francouzském Provence. Žije v Praze.

## Fotografie
Jungirtovy umělecké fotografie jsou převážně černobílé, díky smyslu pro detail podporují divákovu fantazii. Kompozice  je pro Tomáše Jungvirta jedním z nejdůležitějších aspektů fotografie. 
Fotografie aktů ženského těla jsou pro něj výzvou, protože motiv ženského těla se objevuje v dějinách umění. Tomáš Jungvirt se proto zaměřuje na uměleckou krásu ženského těla, snaží se ji vidět z jiného úhlu pohledu – z jiného úhlu, čímž se odlišuje od klasické konzumní fotografie. K focení používá analogové objektivy Leitz nebo Carl Zeiss s manuálním ostřením, které výsledné fotografii vtisknou charakteristický vzor.